# Holmedal, Bollebygds kommun
Holmedal är en bebyggelse vid östra stranden av Östra Nedsjön i Bollebygds kommun. Från 2015 avgränsar SCB här en småort.